# Kasparus (osada leśna)
Kasparus – osada leśna w Polsce, położona w województwie pomorskim, w powiecie starogardzkim, w gminie Osiek.